# HD 16754
HD 16754，又名CD-43 814，SAO 215996、HR 789，是一颗恒星，视星等为4.75，位于銀經255.67，銀緯-62.98，其B1900.0坐标为赤經2h 35m 59.2s，赤緯-43° -62.98′ 15″。